# جلیل سفلا

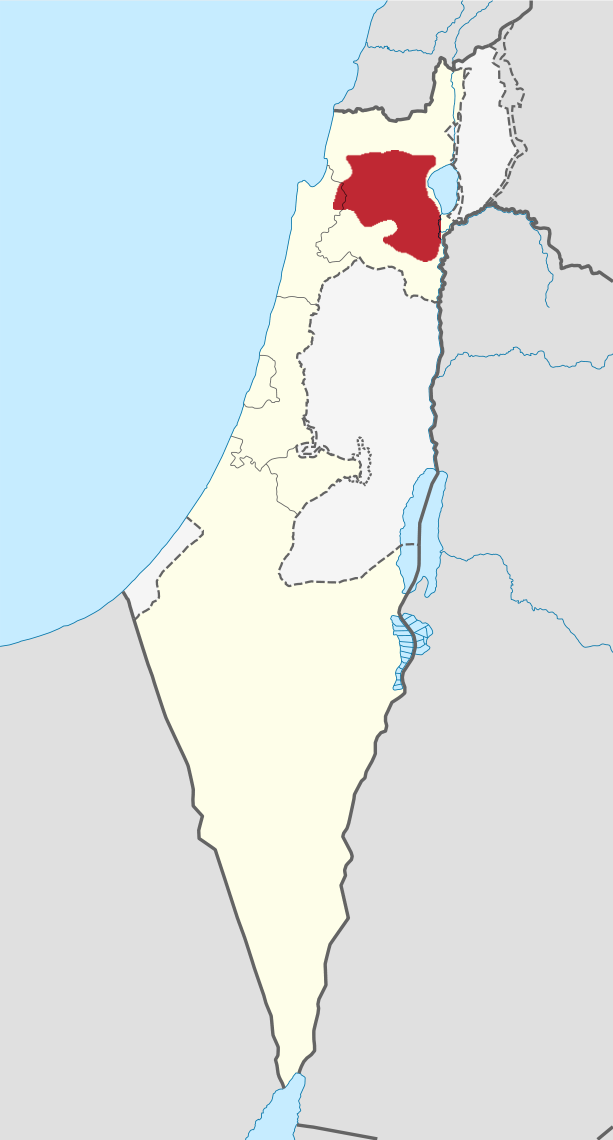
موقعیت منطقه جلیل سفلا در اسرائیل

جلیل سفلا (عبری: הגליל התחתון‎ عربی: الجليل الأسفل)، منطقه‌ای در منطقه شمال اسرائیل است. جلیل سفلا با مرز با دره مرج ابن عامر در جنوب و جلیل علیا در شمال آن است با دره بیت هاکرم از الجلیل بالا جدا می‌شود. دره جوردن ریفت با رود اردن و دریای جلیل به سمت شرق؛ و به سمت غرب، بخشی از دشت ساحلی شمالی معروف به دره زبولون (Zvulun)، که بین خط الراس کارمل و جریب امتداد دارد. الجلیل پایین، قسمت جنوبی الجلیل است. در زمان یوسف فلاوی، به وسعت از Xaloth (اکسال) تا بیر سابع و به طول از کابل تا طبریه، کشیده شده بود که شامل حدود ۴۷۰ مایل مربع است. از آنجا که از کوهستان پایین‌تر کوهستانی است، «پایین» نامیده می‌شود. قله‌های جلیل پایین به ۵۰۰ متر (۱٬۶۰۰ فوت) از سطح دریا. بلندترین قله کوه کامون ۵۹۸ متر (۱٬۹۶۲ فوت) در قسمت شمالی جلیل پایین و کوه تابور ۵۸۸ متر (۱٬۹۲۹ فوت) در قسمت جنوبی.

## آلبوم عکس

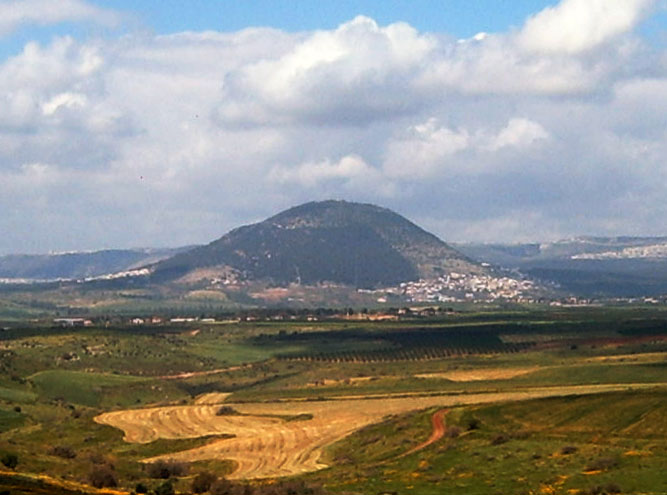
کوه تابور
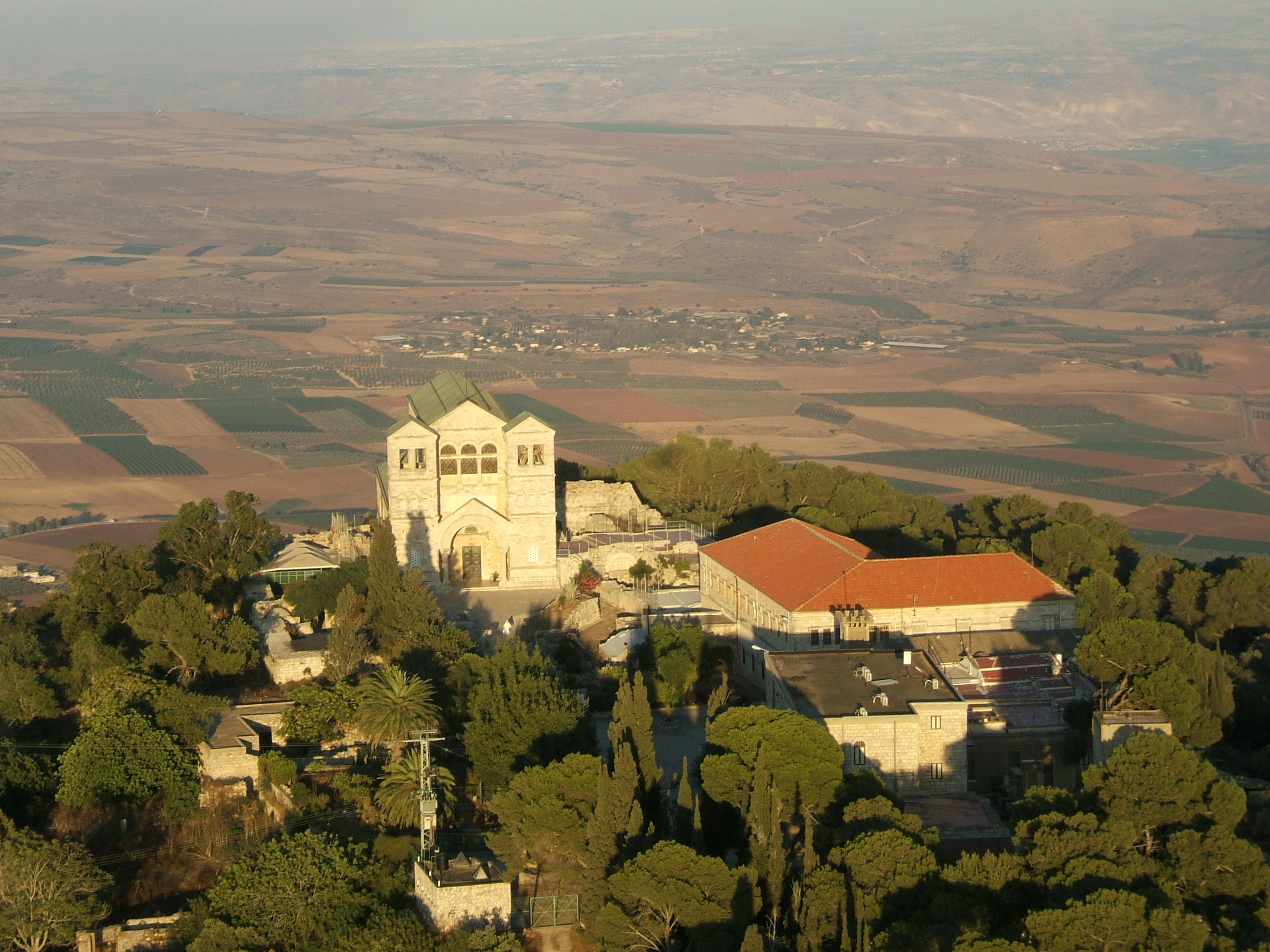
کلیسای تغییر شکل
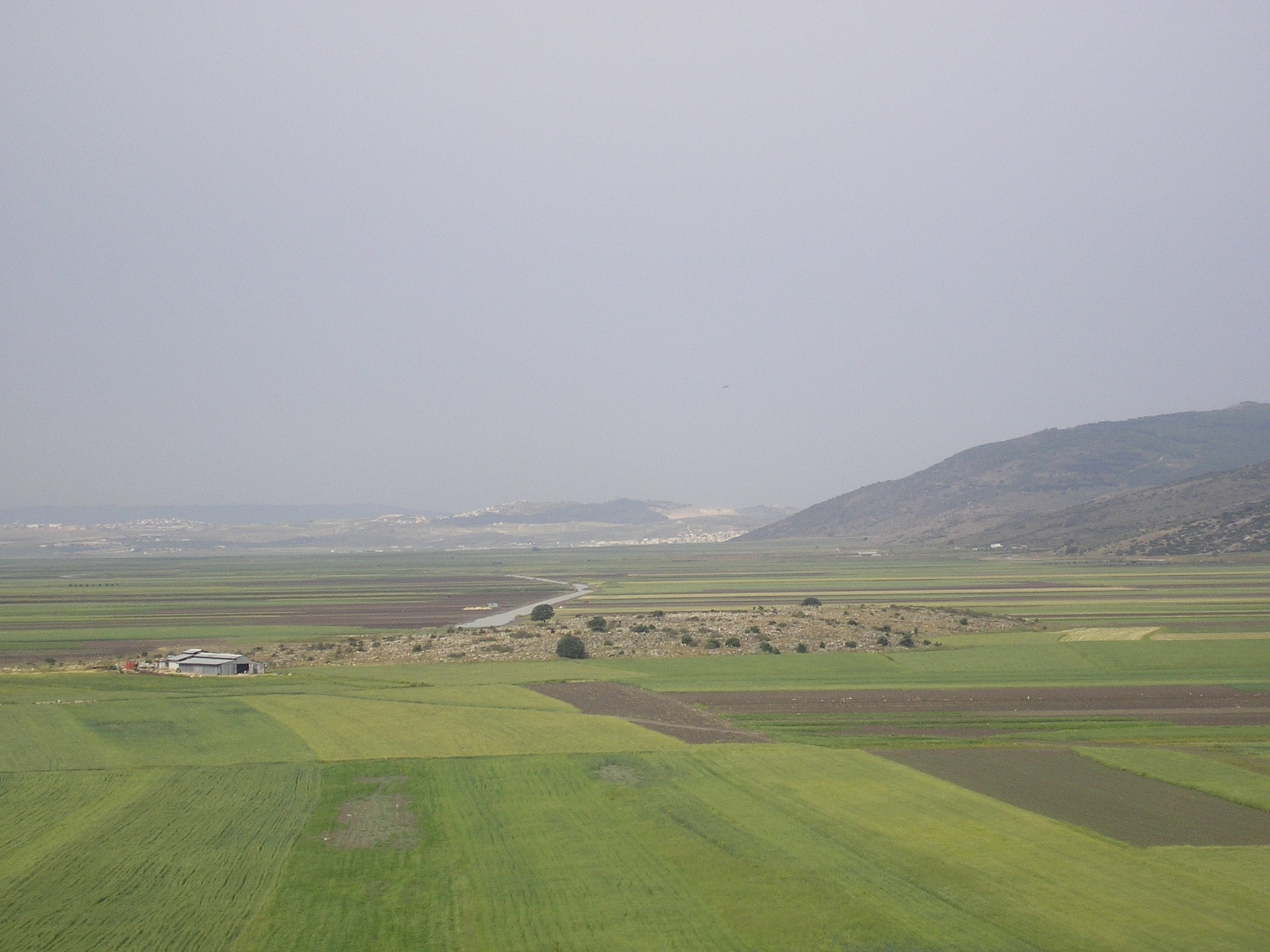
دره بیت نتوفا
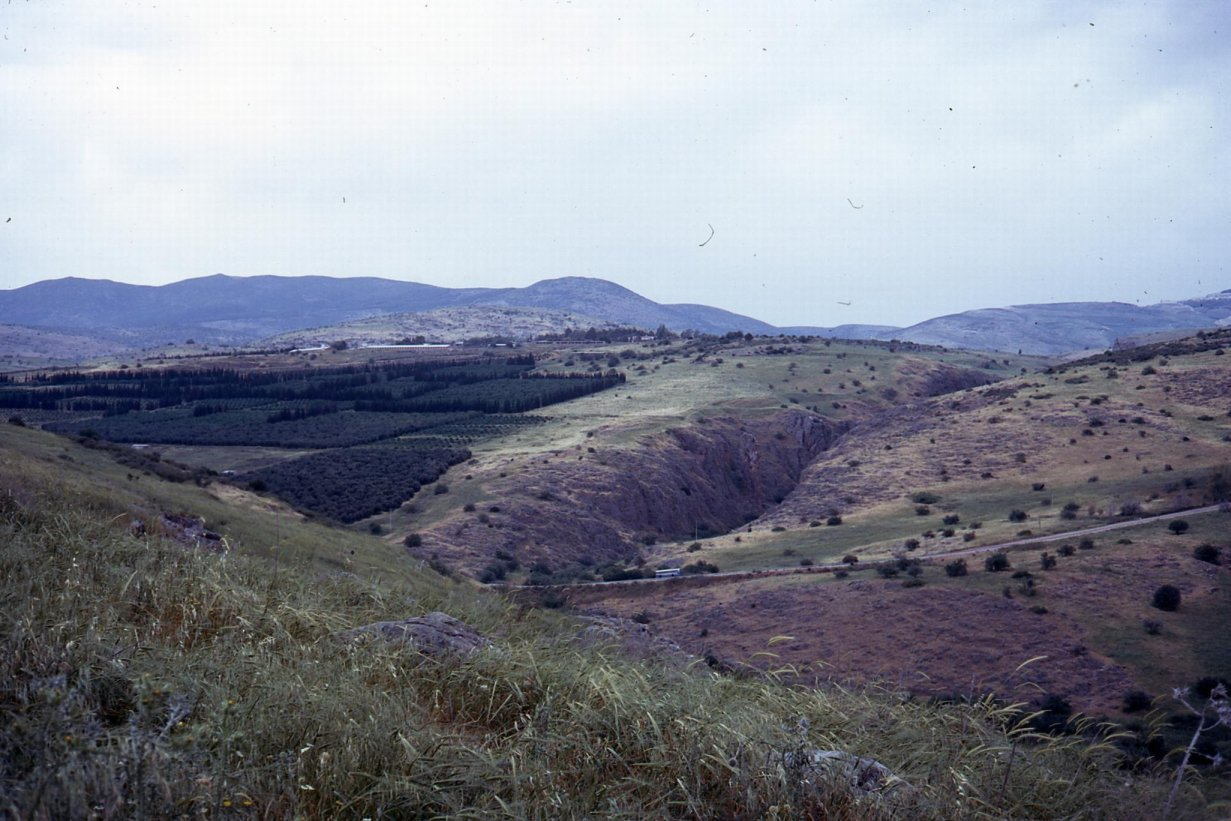
نهال آمود
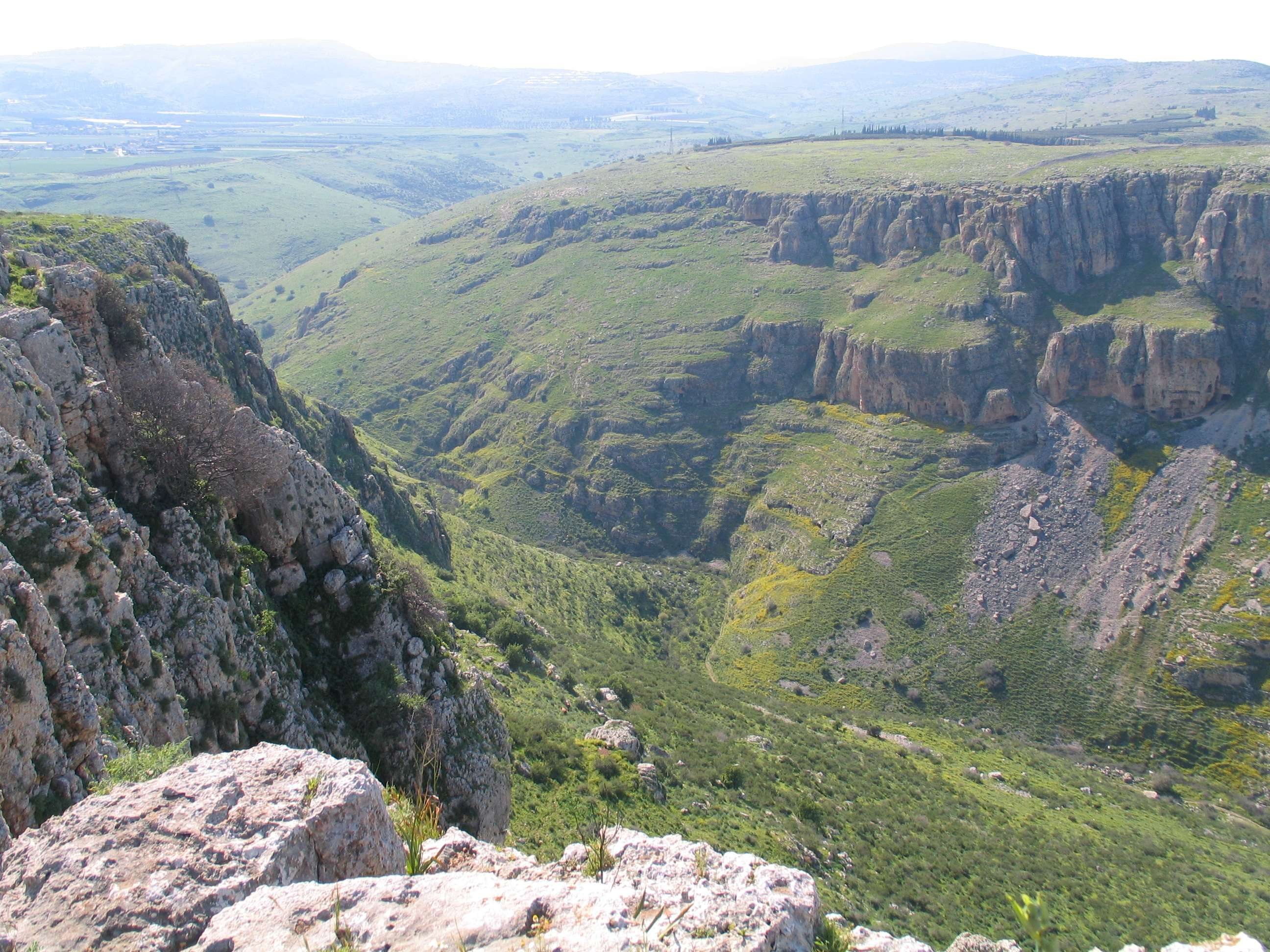
کوه آربل
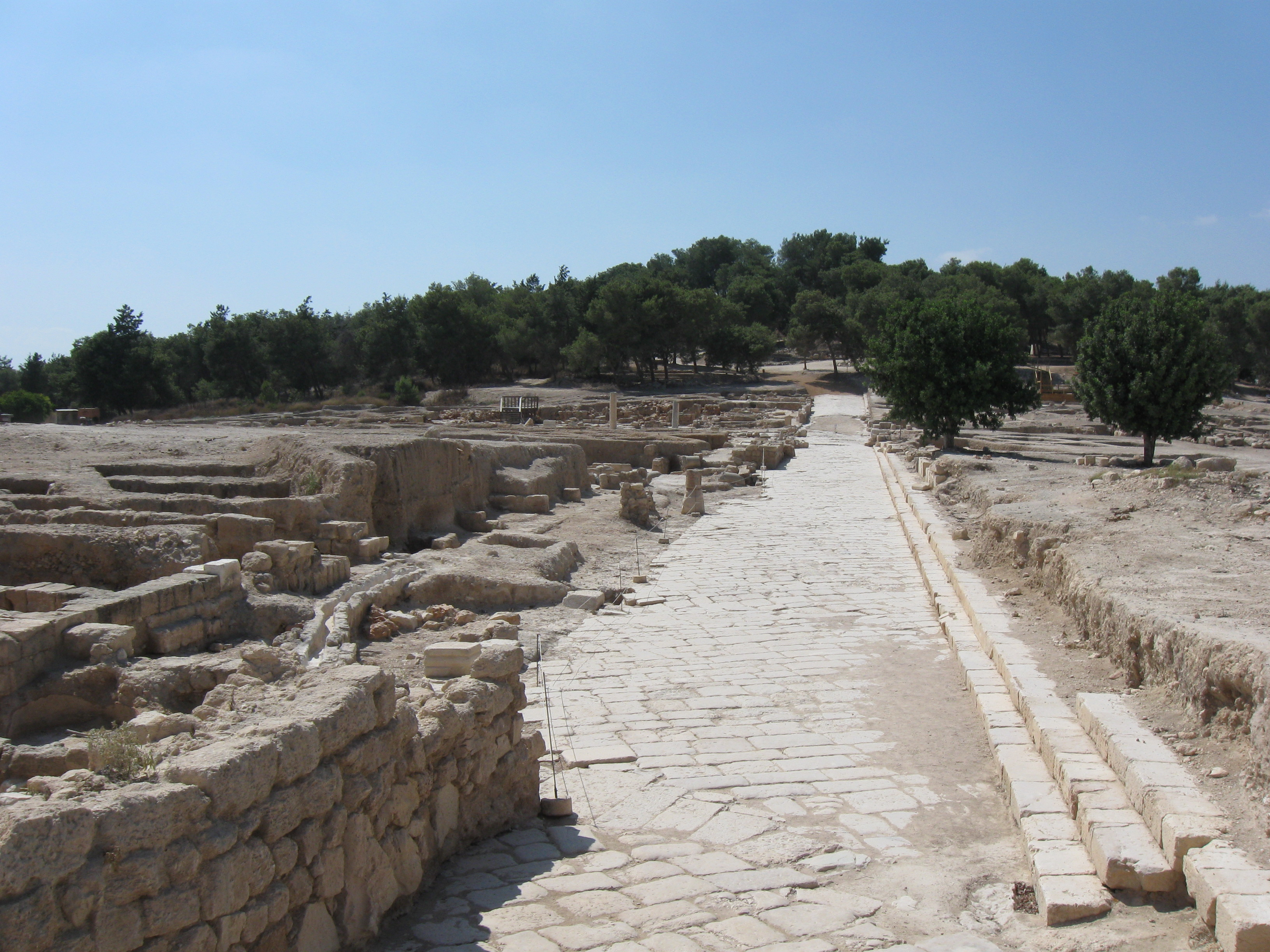
خرابه‌های سفوریس
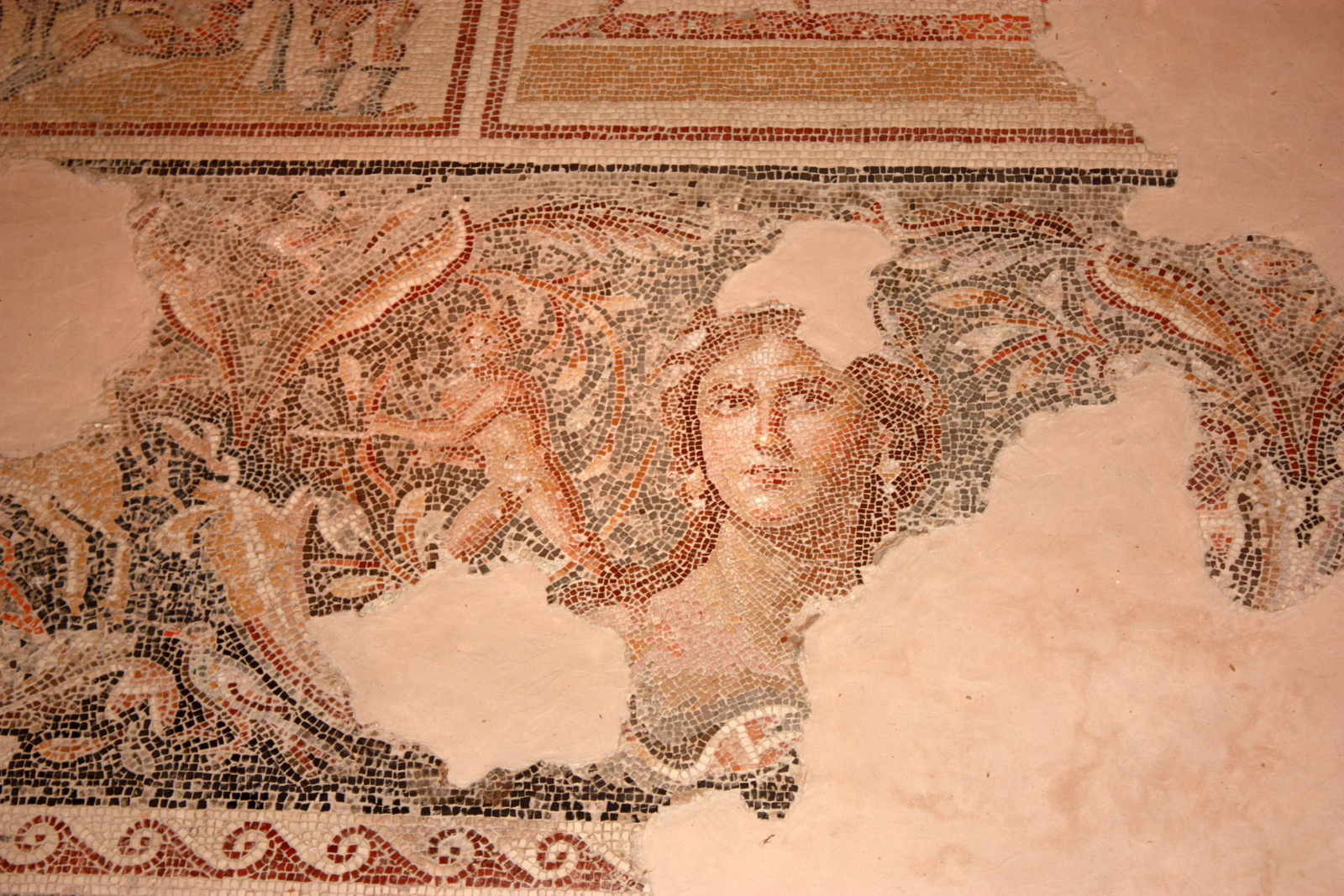
موزائیک "مونا لیزا جلیل" در سفوریس
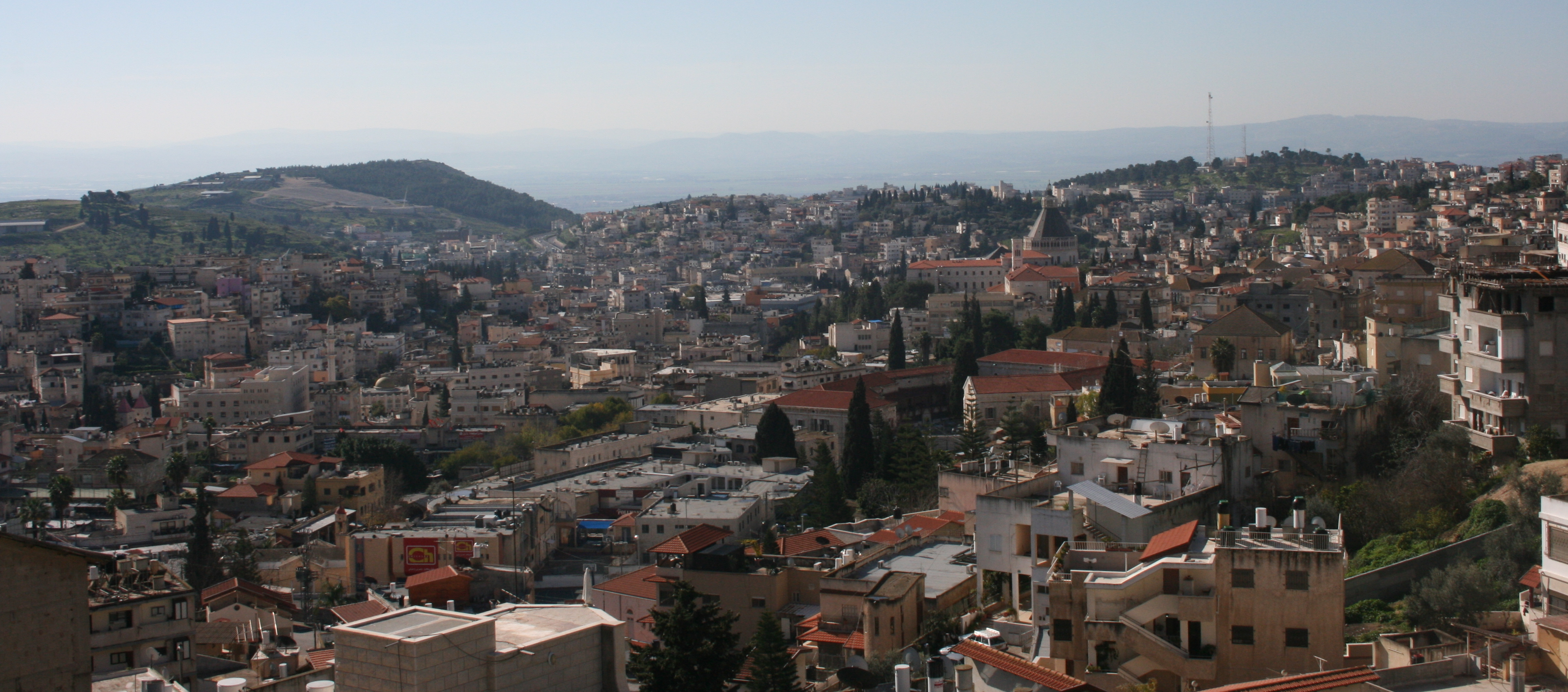
ناصره